# John Philip
Dr. John Philip (Kirkcaldy, 14 april 1775 - Hankey, 27 augustus 1851) was een Schots missionaris in Zuid-Afrika.

## Biografie
Philip verruilde in 1819 op uitnodiging van het Londens Zendingsgenootschap zijn congregatie in Aberdeen voor de Britse Kaapkolonie. Hier zette hij zich in voor een betere behandeling van de inheemse bevolking door de blanke kolonisten en bestreed hij de annexatiepolitiek van gouverneur Benjamin D'Urban. Deze vooruitstrevende ideeën maakten hem onpopulair bij de blanke kolonisten van Zuid-Afrika. In 1828 ging het gouvernement toch overstag en werden de werkomstandigheden en mensenrechten van Afrikanen verbeterd.
Zijn zendingspost Philippolis werd door de Griekwa gebruikt als hoofdstad van Adam Koksland en was de eerste Europese nederzetting in Transoranje.